# پیرولیدونیل-بتا-نفتیل‌آمید
پیرولیدونیل-بتا-نفتیل‌آمید (به انگلیسی: Pyrrolidonyl-beta-naphthylamide) با فرمول شیمیایی C۱۵H۱۴N۲O۲ یک ترکیب شیمیایی با شناسه پاب‌کم ۹۰۷۴۵ است. که جرم مولی آن ۲۵۴٫۲۸۳۸۶ g/mol می‌باشد. 